# Туималеалиифано, Морин
Морин Туималеалиифано (самоан. Maureen Tuimalealiifano, род. 17 октября 1970, Салеимоа) — самоанская лучница. Участница летних Олимпийских игр 2012 года.

## Биография
Морин Туималеалиифано родилась 17 октября 1970 года в самоанской деревне Салеимоа.
Работала управляющей филиалом Банка Самоа. За семь-восемь месяцев до летних Олимпийских игр 2012 года стала волонтёром на стрельбище, где Туималеалиифано предложили попробовать стрелять из лука, и она показала хороший результат.
Тренировалась в основном самостоятельно, затем в течение месяца занималась в Китае с местным специалистом, который, в частности, научил её правильному дыханию во время стрельбы. Дальнейшим занятиям помешал запрет китайских властей: видя, что Туималеалиифано прогрессирует, они стали препятствовать обучению, разрешив работать только по скайпу.
В том же году вошла в состав сборной Самоа на летних Олимпийских играх в Лондоне. В индивидуальном турнире заняла предпоследнее, 63-е место в квалификации и в 1/32 финала проиграла действующей олимпийской чемпионке в командном турнире Ли Сон Джин из Южной Кореи — 0:6.
Планировала побороться за участие в летних Олимпийских играх 2016 года.

## Семья
Вырастила двоих детей. Оба ребёнка учились в колледже в Новой Зеландии.